# 박영재 (희극인)
박영재(1985년 6월 12일 ~ )는 대한민국의 희극 배우이자 연극 배우이다.
키 186.8cm
체중 140.8kg
체지방 58.8
1년전 자료
- 서울종합예술전문학교 개그MC예술학부

## 출연작

### 방송
- 웃찾사 (SBS)
  - 몽키 브라더스 (2006)
  - 서울나들이 (2007)
  - 사생결단 (2007)
  - 묵언수행 (2009)
  - 정수오빠 (2009)
  - 개투제라블 (2013.04.14 ~ 2013.09.29)
  - 진격의 가족 (2013.06.30 ~ 2013.06.30)
  - 바운스 (2013.07.07 ~ 2013.08.25)
  - 연극동아리 딴따라 (2013.10.11 ~ 2014.01.17)
  - 인과응보 (2013.10.11 ~ 2014.03.28)
  - 부산특별시 (2013.12.20 ~ 2014.10.03)
  - 뿌리 없는 나무 (2014.09.12 ~ 2015.12.06)
  - 돈크라이 (2014.10.10 ~ 2014.11.21)
  - 서울의 달 (2014.12.12 ~ 2015.08.02)
  - 형은 내 운명 (2016.01.24 ~ 2016.05.13)
- 개그투나잇 (SBS)
  - 술이야 (2013.01.05 ~ 2013.04.06)
  - 개투제라블 (2013.02.16 ~ 2013.04.06)
- 그녀는 예뻤다 (MBC) 특별출연
- KBS 스페셜 (KBS1)
- 코미디빅리그 (tvN)
  - 타짜:깡패PD 곽철용 (2019.11.17 ~ 2020.03.22)
  - 쇼킹덤 (2021.01.03)
- 대탈출 (tvN) 특별출연